# Samsung Galaxy A10
El Samsung Galaxy A10 es un teléfono inteligente Android de gama media fabricado por Samsung Electronics. Fue lanzado en marzo de 2019. Este posee Android 11 bajo la capa de personalización One UI, 32 GB de almacenamiento y una batería de 3400 mAh.

## Características

### Hardware
El Samsung Galaxy A10 tiene una pantalla HD+ Infinity-V de 6.2 pulgadas con una resolución de 720 x 1520. El teléfono en sí mide 155,6 x 75,6 x 7,9 mm y pesa 168 g. Está alimentado por una CPU Octa-core (2x1.6 GHz Cortex-A73 y 6x1.35 GHz Cortex-A53) y una GPU Mali-G71 MP2. Viene con almacenamiento interno de 32 GB, ampliable hasta 512 GB mediante microSD y 2 GB de RAM. Tiene una batería de 3400 mAh no extraíble.

### Software
El Samsung Galaxy A10 se lanzó con Android 9 (Pie) con la capa de personalización One UI de Samsung. En mayo de 2020, recibió Android 10, con One UI 2, y en agosto de 2021, se actualizó a Android 11 junto con One UI 3.